# Dorfkirche Ehrenhain

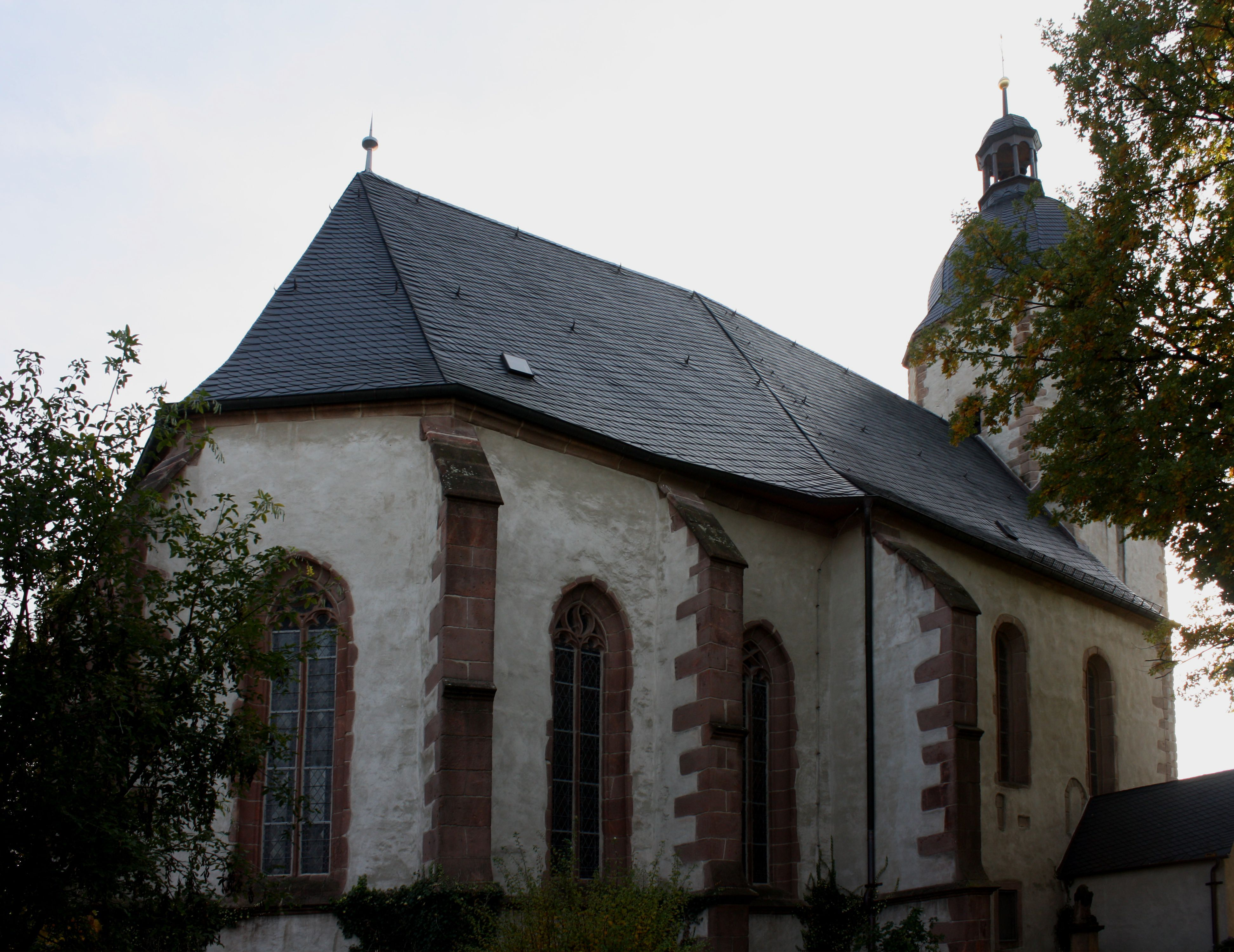
Die Kirche

Die evangelisch-lutherische Dorfkirche Ehrenhain steht im Ortsteil Ehrenhain der Gemeinde Nobitz im Landkreis Altenburger Land in Thüringen.

## Geschichte
Die Ehrenhainer Dorfkirche ist eine der ältesten Kirchen im Altenburger Land. Genau kann es aber nicht nachgewiesen werden. Der über 40  Meter hohe Glockenturm schaut über den Ort hinaus. Im Inneren befindet sich ein spätgotischer Tabernakel mit der Jahreszahl 1521.

## Baubeschreibung
Die stattliche Saalkirche hat einen spätgotischen, polygonalen Chor und den Glockenturm im Westen. Der aus der Achse des Kirchenschiffs nach Süden verschobene Chor wurde Anfang des 16. Jahrhunderts erbaut, die Maßwerkfenster wurden später restauriert. An der Südseite des Chors ist ein zweigeschossiger Anbau mit einem Treppenturm. Ursprünglich war der Neubau eines breiteren Langhauses geplant, er wurde jedoch nicht ausgeführt. Die beabsichtigte Vergrößerung des Langhauses ist noch durch die Abbruchstellen am Sockel und am Kaffgesims markiert. Das vorhandene Langhaus ist im Kern romanisch. Bei der Restaurierung 1991/92 sind an seiner Nord- und Südseite Reste von Bogenfenstern freigelegt worden. 1748 wurde das Langhaus erhöht und neue Fenster eingesetzt. Die gewölbte Halle im Erdgeschoss des Turms stammt angeblich von 1596.  Im Kirchenschiff wurden an drei Seiten Emporen eingebaut, an den Längsseiten sind sie zweigeschossig. Auf der oberen Empore befindet sich die Patronatsloge mit einem Kreuzgratgewölbe. An der Südseite des Chors wurde eine Sakristei mit einem Kreuzrippengewölbe angebaut. Das Schiff und der Chor haben Flachdecken.

## Ausstattung
Das Altarretabel hat um 1655 Johann Böhme geschaffen. Es hat kunstvolle architektonische Rahmen und flache Reliefs. Die Predella zeigt das Abendmahl Jesu, das bogenförmig geschlossene Hauptbild zeigt die Verklärung des Herrn und der Auszug eine Halbfigur von Gottvater. Seitlich des Hauptbildes sind Nischen mit Pilastern und Säulen mit verkröpftem Gebälk, Knorpelwerk sowie zwei Rundbilder mit Ölberggruppe und Kreuzigung.
An der nördlichen Chorwand ist 1525 ein großes, steinernes Sakramentshaus entstanden. Auf dem reich verziertem Fuß steht ein polygonales, hervortretendes Gehäuse, mit Blendbogen gegliedert und mit Kreuzblumen und Krabben verziert.